# Ceratina rotundiceps
Ceratina rotundiceps är en biart som beskrevs av Smith 1879. Ceratina rotundiceps ingår i släktet märgbin, och familjen långtungebin. Inga underarter finns listade.